# Ramsés VI

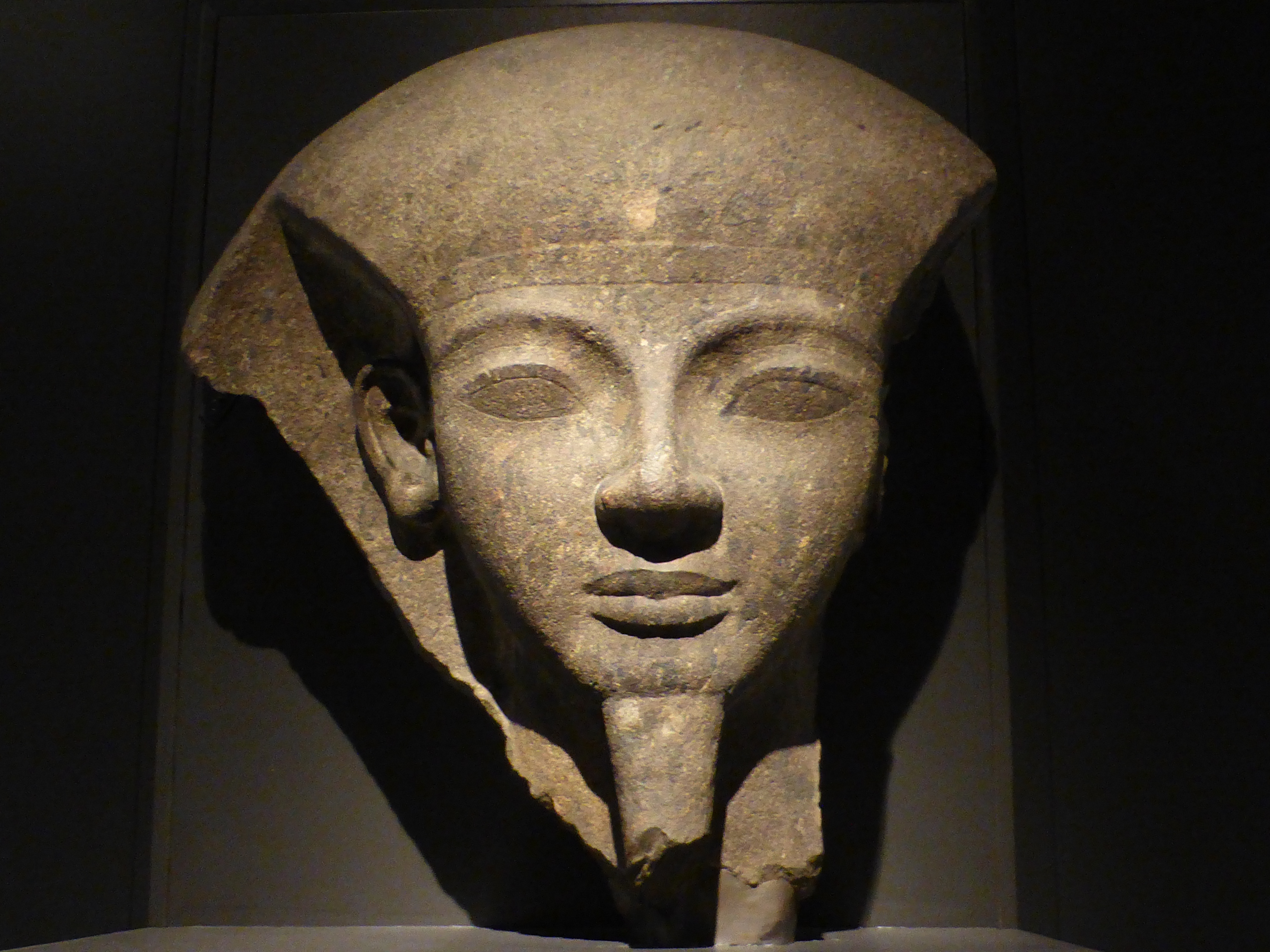
Fragmento de la tapa del sarcófago de Ramsés VI. British Museum.

Ramsés VI (Nebmaatra - Meriamón Ramsés- Amonherjepeshef- Necherheqaiunu) también reconocido por su nombre principesco Amenherkhepshef C, fue el quinto faraón de la Dinastía XX de Egipto, conocida como ramésida. Gobernó durante aproximadamente ocho años, que abarcaron el periodo de mediados a finales del siglo XII a. C. Descendiente de Ramsés III y la reina Iset Ta-Hemdjert, Ramsés VI, en sus días de príncipe, llevaba el nombre de Ramsés Amonherjepeshef y ostentaba los títulos de escriba real y general de la caballería. Su hijo Ramsés VII, fruto de su unión con la reina Nubkhesbed, continuó su legado y lo sucedió en el trono.
Ramsés VI subió al trono después de la muerte del faraón Ramsés V (hijo de Ramsés IV, que era el hermano mayor de Ramsés VI). Durante los dos primeros años de su reinado, logró detener las frecuentes incursiones de merodeadores libios en el Alto Egipto y sepultó a su predecesor en una tumba hoy desconocida en la necrópolis tebana. Usurpó la tumba KV9 en el Valle de los Reyes, originalmente planeada y destinada para Ramsés V, y la amplió y redecoró para su propio uso. Las cabañas de los artesanos cerca de la entrada de KV9 cubrieron la entrada a la tumba de Tutankamón, lo que la salvó de una ola de saqueos que ocurrieron dentro de los veinte años posteriores a su muerte. Es posible que Ramsés VI haya planeado y construido seis tumbas más en el Valle de las Reinas, aunque ninguna de ellas se conoce hoy en día.
En su época, Egipto experimentó la pérdida del control sobre sus últimas fortalezas en Canaán. Aunque la ocupación egipcia en Nubia persistió, la caída de los territorios asiáticos generó tensiones en la ya debilitada economía del reino y provocó un significativo aumento de los precios. Ante la creciente dificultad para financiar proyectos constructivos, recurrió a usurpar monumentos de sus predecesores, al grabar sus cartuchos sobre los originales. Aun así, proclamó haber «cubierto toda la tierra con grandiosos monumentos bajo mi nombre [...] levantados en honor de mis padres, los dioses». Destacó por su afición a las estatuas de culto que lo representaban: existen más esculturas suyas que las de cualquier otro gobernante del Imperio Nuevo posterior a Ramsés III. Para el egiptólogo Amin Amer, su reinado refleja «el intento de un soberano por proyectar la imagen de un gran faraón en un período de crisis y decadencia».
El poder del faraón se debilitó en el Alto Egipto durante su reinado. Aunque a su hija Iset se le nombró Esposa de Amón, el sumo sacerdote de Amón, Ramessesnakht, consolidó Tebas como capital religiosa de Egipto, equiparándola al centro de poder de Pi-Ramsés (en el Bajo Egipto), donde residía el monarca. No obstante, no hay pruebas de que la dinastía de Ramessesnakht actuara en contra de los intereses reales, lo que sugiere que los gobernantes ramésidas podrían haber tolerado estos cambios. Falleció a los cuarenta años, durante su octavo o noveno año de mandato. Su momia permaneció intacta en la tumba menos de dos décadas antes de ser vandalizada. Trasladada a la KV35 durante el reinado de Pinedyem I, Victor Loret la descubrió en 1898 y se conserva en el Museo Nacional de la Civilización Egipcia.

## Biografía

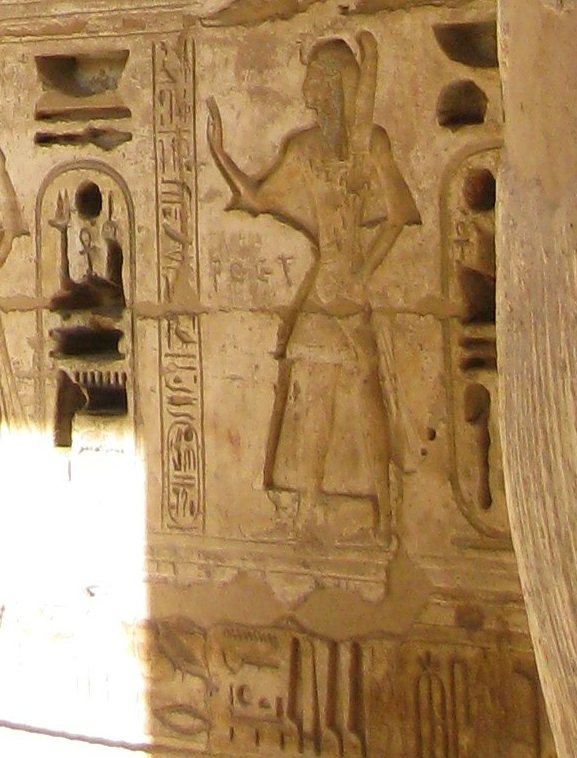
El Príncipe Amunherkhepeshef C aparece en el relieve «Procesión de los Príncipes» en Medinet Habu.

### Padres y primeros años
Era hijo de Ramsés III, considerado el último gran faraón del Imperio Nuevo. Esta relación filial está confirmada por un gran relieve hallado en el pórtico del templo de Medinet Habu, conocido como la «Procesión de los Príncipes». El relieve muestra a diez príncipes, entre ellos Ramsés VI, rindiendo culto a su padre. Los escultores de Ramsés III parecen haber dejado el relieve incompleto, ya que solo aparecen las figuras del rey y los príncipes, sin nombres inscritos junto a ellos. El relieve parece haber sido ejecutado originalmente cuando Ramsés VI todavía era un joven príncipe, pues se le representa con la trenza lateral que simbolizaba la infancia. Al convertirse en faraón, añadió sus nombres de príncipe «Ramsés Amonherjepesheff» dentro de los cartuchos reales, junto con los títulos que ostentaba antes de ascender al trono: «Hijo del rey de su cuerpo, su amado, príncipe heredero, escriba real [y] general de la caballería». También modificó su figura juvenil en la «Procesión de los Príncipes» al añadir un ureo para subrayar su estatus real y completó el relieve con los nombres de todos sus hermanos e hijos, excepto el de Ramsés IV, quien ya había inscrito su nombre real en el monumento.
Las especulaciones en egiptología durante las décadas de 1960 y 1970 sobre la cronología y genealogía de la Dinastía XX, junto con las incertidumbres respecto a la identidad del rey representado en el relieve de la «Procesión de los Príncipes», llevaron a algunos estudiosos a proponer que Ramsés VI era nieto de Ramsés III y, posiblemente, hijo de un príncipe desconocido o de Pentaur, infame por su implicación en el asesinato de Ramsés III. Sin embargo, estas hipótesis han sido descartadas, y hoy se interpreta que el relieve significa exactamente lo que muestra: que Ramsés VI era hijo de Ramsés III. La madre de este faraón probablemente fue Iset Ta-Hemdjert, Gran Esposa Real de Ramsés III, como sugiere la presencia de los cartuchos de Ramsés VI en un dintel de su tumba en el Valle de las Reinas.

### Consorte e hijos

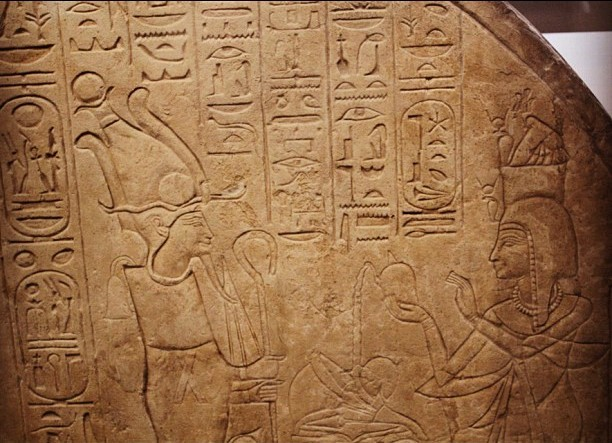
Estela de la hija de Ramsés VI, Iset (a la derecha).

La Gran Esposa Real de Ramsés VI fue la reina Nubkhesbed. Los egiptólogos Aidan Dodson y Dyan Hilton sostienen que ella le dio cuatro hijos: los príncipes Amenherkepeshef, Panebenkemyt y Ramsés Itamun —este último sería el futuro faraón Ramsés VII, quien sucedió brevemente a su padre en el trono—, además de la princesa Iset, quien fue designada para el cargo sacerdotal de «Divina Adoratriz de Amón». Una estela que relata esta designación se descubrió en Coptos y confirma que Nubkhesbed era efectivamente la madre de Iset.
El príncipe Amenherjepeshef falleció antes que su padre y fue enterrado en la tumba KV13 en el Valle de los Reyes, originalmente construida para el canciller Bay, un alto funcionario de la Dinastía XIX. La decoración se modificó en consecuencia; algunos relieves mencionan especialmente a Nubkhesbed. La reina Tausert usurpó su sarcófago.
La filiación de Ramsés VII queda establecida por una inscripción en un dintel de Deir el-Medina que reza «el buen dios, señor de las dos tierras, Usimaare-meryamun-setepenre, Hijo de Ra, Señor de las epifanías, Ramsés [VII], (It) -Amón, dios, gobernante de Heliópolis —ha erigido como monumento para su padre, viva el buen dios, señor de las dos tierras, Nebmaare-Meryamun, Hijo de Ra, [Ramsés VI]».
Los egiptólogos James Harris, Edward F. Wente y Kenneth Kitchen han propuesto, basándose en evidencia circunstancial, que Ramsés IX era hijo de Ramsés VI y, por tanto, hermano de Ramsés VII. Señalan que Ramsés IX honró a Ramsés VII en dos pedestales de ofrendas, lo que sugiere un vínculo cercano entre ambos. Además, Ramsés IX nombró a uno de sus hijos Nebmaatre, el prenomen de Ramsés VI, posiblemente como una forma de rendir homenaje a su padre. Sin embargo, esta hipótesis es cuestionada por otros estudiosos, incluidos Dodson y Hilton, quienes sostienen que Ramsés IX era más bien hijo del príncipe Montuherkhopshef y, por ende, sobrino de Ramsés VI. Basan su conclusión en otra evidencia circunstancial: primero, una representación de Montuherkhopshef en la tumba KV19 donde se añadió el prenomen de Ramsés IX, y segundo, el hecho de que la madre de Ramsés IX se llamaba Takhat, y la esposa de Montuherkhopshef podría haber sido una dama con el mismo nombre, probablemente la misma persona.

## Reinado

### Duración
Ramsés VI subió al trono en el intervalo entre el día 25 del primer mes de Peret y el día 11 del segundo mes de Peret de su primer año de reinado, tras la muerte de su predecesor, Ramsés V. El consenso académico actual establece que gobernó durante ocho años completos en la mitad del siglo XII a. C. y vivió dos meses más en su breve último año de reinado. Más específicamente, el egiptólogo Steve Vinson propuso que reinó entre 1156 a. C. y 1149 a. C., mientras que la Enciclopedia Británica señala 1145–1137 a. C. Por su parte, Jürgen von Beckerath sugiere 1142–1134 a. C., Erik Hornung propone 1145–1139 a. C., y Nicolas Grimal estima 1144–1136 a. C., lo que lo haría contemporáneo de Nabucodonosor I de Isin. Además, Ian Shaw, Jacobus van Dijk y Michael Rice coinciden en 1143–1136 a. C., mientras que un estudio de 2017 sugiere 1132–1125 a. C.
En 1977, los egiptólogos Edward F. Wente y Charles van Siclen fueron los primeros en proponer, tras revisar la cronología del Imperio Nuevo, que Ramsés VI vivió hasta su octavo año de reinado. Esta hipótesis se confirmó al año siguiente por el egiptólogo Jac Janssen, quien publicó un análisis de un óstraco que menciona el préstamo de un buey durante los años séptimo y octavo de un rey no identificado, que solo pudo haber sido Ramsés VI. Dos años después, Lanny Bell reportó más evidencia de que Ramsés VI no solo reinó hasta su octavo año, sino que probablemente lo completó y vivió hasta su noveno. El octavo año de Ramsés VI en el trono podría también estar mencionado en el grafito tebano 1860a, que nombra al sumo sacerdote de Amón en funciones, Ramessesnakht. Este grafito ha sido atribuido también a Ramsés X, pero esta interpretación ha sido cuestionada, y se ha propuesto como alternativa asignarlo a Ramsés VI. El tema sigue siendo objeto de debate. Una pieza clave de evidencia, reconocida inicialmente por Janssen en 1978, pero explotada plenamente cinco años después por el egiptólogo Raphael Ventura, se encuentra en el Papiro de Turín 1907+1908, que abarca el período desde el quinto año de Ramsés VI hasta el séptimo año de Ramsés VII en el trono. La reconstrucción del documento propuesta por Ventura muestra que la solución más simple para explicar la cronología del período cubierto por el papiro es que Ramsés VI disfrutó de un reinado de ocho años completos, murió en su noveno año y le sucedió Ramsés VII, en lugar de Ramsés VIII, como se había debatido hasta entonces.

### Actividades y situación en Egipto

#### Principios del reinado: luchas en la región de Tebas

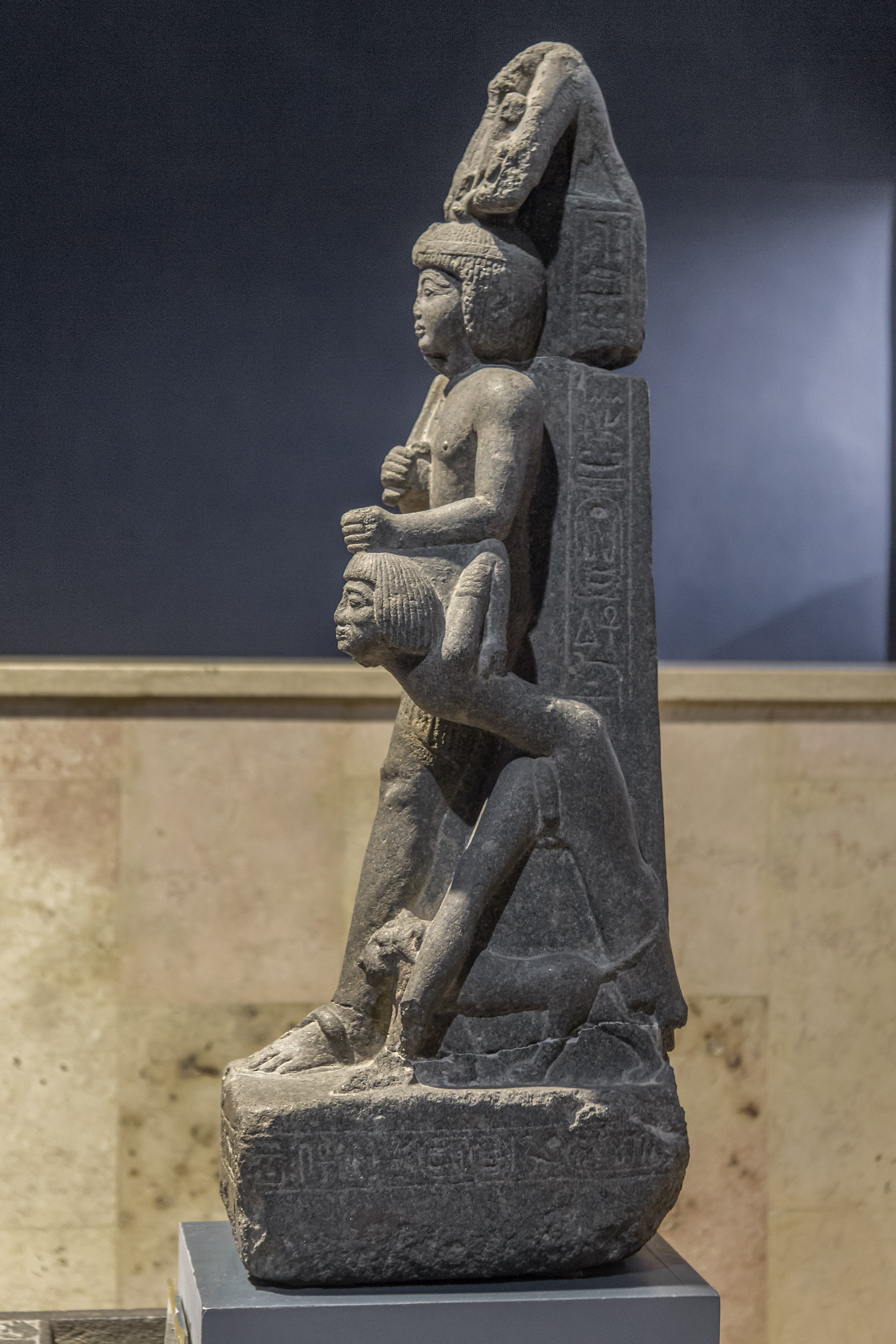
Una estatua de Karnak, ahora en el Museo Egipcio, muestra a Ramsés VI sosteniendo a un cautivo libio atado.

Inmediatamente después de su ascenso al trono, Ramsés VI y su corte probablemente visitaron Tebas con motivo de la Bella Fiesta del Valle o de la Fiesta de Opet, que coincidía con los preparativos para el entierro de Ramsés V. El faraón visitó la ciudad al menos en otra ocasión durante su reinado, cuando instaló a su hija como Divina Adoratriz de Amón. La situación en el sur de Egipto al momento de su llegada al poder no era del todo estable, como lo demuestran registros que indican que los trabajadores de Deir el-Bahari no pudieron trabajar en la tumba real debido a la presencia de «enemigos» en los alrededores. Esta situación se prolongó durante al menos quince días en el primer año de su reinado. Estos «enemigos» saquearon y quemaron la localidad de Per-Nebyt, y el jefe del Medjay de Tebas —esencialmente la policía— ordenó a los trabajadores permanecer inactivos y vigilar la tumba del rey. No está claro quiénes eran estos enemigos; el término podría referirse a grupos de libios Mashauash, Libu o bandas egipcias, o incluso, como conjeturó el egiptólogo Jaroslav Černý, a una guerra civil entre seguidores de Ramsés V y Ramsés VI. Esta hipótesis la respaldó Rice, pero rechazó Kitchen y, en menor medida, Grimal y van Dijk. Posiblemente se llevó a cabo una breve campaña militar, ya que a partir del segundo año de reinado de Ramsés VI los disturbios parecen haber cesado. Esta campaña podría estar relacionada con una estatua inusual del faraón mostrándolo sujetando a un cautivo libio atado, así como con una representación de Ramsés VI triunfando sobre soldados extranjeros en el segundo pilón del templo de Karnak. Esta escena de triunfo fue la última realizada en Egipto hasta los reinados posteriores de Siamón (986–967 a. C.) y Sheshonq I (943–922 a. C.).
Otras evidencias a favor de conflictos y actividades militares al inicio del reinado de Ramsés VI son los nombres que adoptó al ascender al trono. Su nombre de Horus, que significa «Toro fuerte, grande en victorias, que da vida a las dos tierras», y su nombre de Nebty, «Poderoso en armas, atacando a las miríadas», reflejan un contexto de lucha y afirmación de poder.

#### Finales del reinado
Tras estos eventos, en su segundo año de reinado, Ramsés VI finalmente enterró a Ramsés V en una tumba aún no identificada del Valle de los Reyes, tras haber usurpado la que originalmente se preparó para su predecesor. Con motivo de esta visita a Tebas, instaló a su hija Iset como Esposa de Amón y Adoratriz Divina de Amón, en presencia de su madre, el visir interino Nehy y otros funcionarios de la corte. Ese mismo año, ordenó reducir el grupo de trabajadores dedicados a la construcción de la tumba real de 120 miembros a su número anterior de 60, cifra que había sido modificada bajo Ramsés IV. A partir de entonces, la comunidad de trabajadores de Deir el-Medina entró en un declive gradual, hasta que el asentamiento fue abandonado en la posterior Dinastía XXI. A pesar de la reducción, el papiro de Turín indica que Ramsés VI ordenó la construcción de seis tumbas en el Valle de las Reinas, un número que podría incluir la terminación apresurada de la tumba de Iset Ta-Hemdjert, madre del faraón. Es incierto si estas tumbas fueron completadas y, en cualquier caso, hoy permanecen sin identificar.

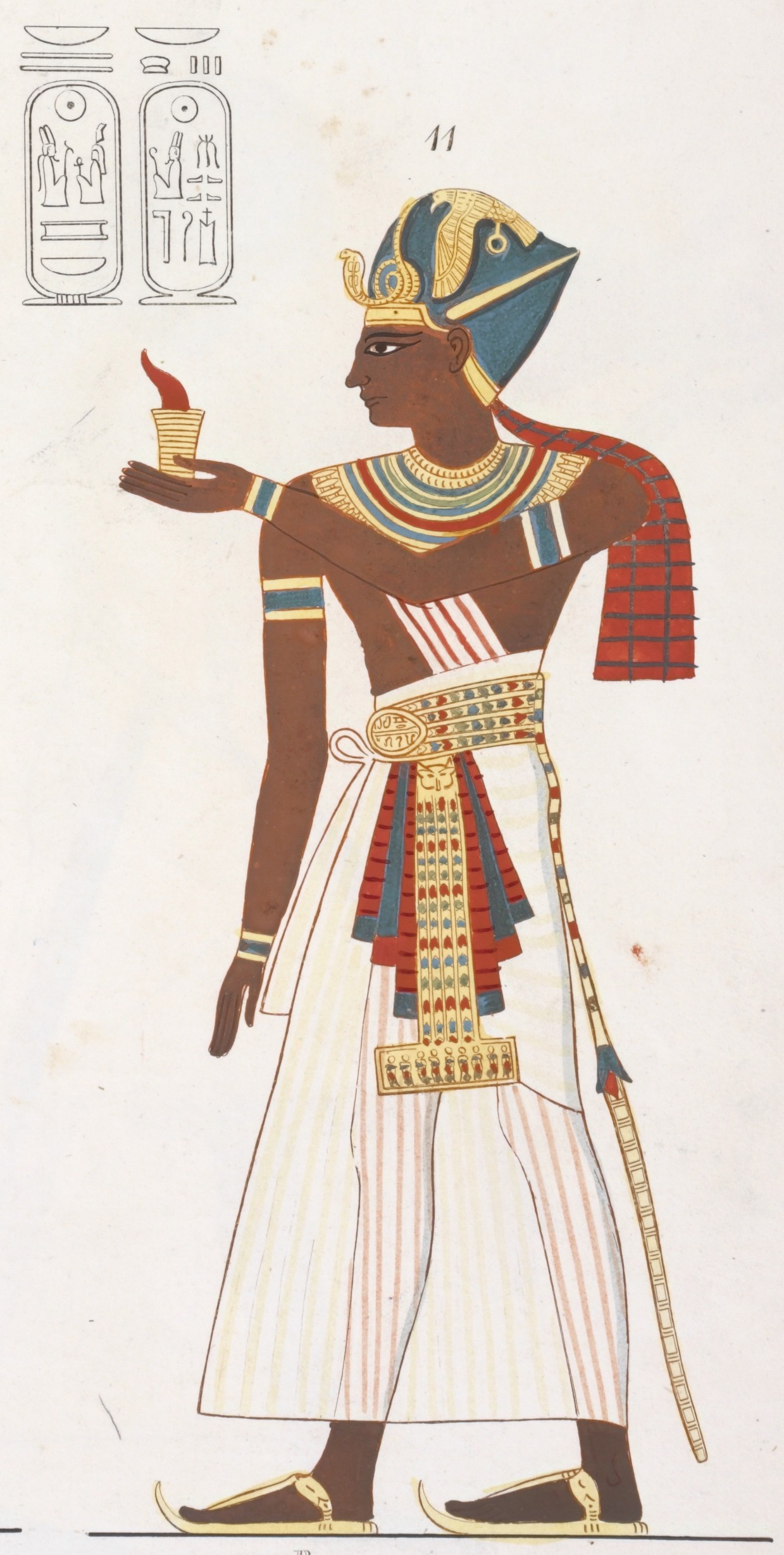
Este retrato de Ramsés VI se copió durante la expedición franco-toscana, de una pintura de la tumba del gobernante.

En algún momento de su reinado, se instaló una estatua de culto de Ramsés VI en un santuario dedicado a Ramsés II en el templo de Hathor de Deir el-Medina. Se denominó «Señor de las Dos Tierras, Nebmaatre Meryamun, Hijo de Ra, Señor de las Coronas, Ramesses Amunherkhepeshef Gobernante Divino de Iunu, Amado como Amón». Una descripción completa aparece en el reverso del Mapa del Papiro de Turín, célebre por ser el mapa topográfico más antiguo que se conserva. El papiro indica que estaba hecha de dos tipos de madera pintada y arcilla, y representa al faraón con un taparrabos dorado, una corona de lapislázuli y piedras preciosas, un ureo de oro y sandalias de electro. Según el texto, recibía tres servicios diarios de incienso y libaciones. El texto del papiro es una carta dirigida directamente a Ramsés VI, donde solicitaba que se nombrara a un hombre en particular para encargarse de las ofrendas. La carta parece haber sido recibida favorablemente por el rey, ya que se sabe que el nieto del autor ostentó el título de «Sumo Sacerdote de Nebmaatre [Ramsés VI], Amado de Amón».
Al parecer, Ramsés VI sentía gran aprecio por este tipo de estatuas de culto, y se han descubierto no menos de diez y una esfinge en Tanis, Bubastis y Karnak, más que cualquier otro rey ramésida de la Dinastía XX posterior al reinado de Ramsés III. En la tumba de Penne, un alto funcionario egipcio en Nubia, se menciona que Penne realizó una donación de tierras para generar ingresos destinados al mantenimiento de otra estatua de culto de Ramsés VI. El faraón quedó tan satisfecho con esta acción que ordenó a su virrey de Kush: «Entrega los dos recipientes de plata con ungüento de resinas al funcionario [Penne]».
Aunque se conocen pocas de las actividades de Ramsés VI en detalle, está bien documentado gracias a numerosos relieves, inscripciones, estatuas y hallazgos menores procedentes de Karnak, Koptos y Heliópolis.

#### Declive económico
Durante el período que abarca los reinados de Ramsés VI, VII y VIII, los precios de los productos básicos, en particular del grano, aumentaron considerablemente. Con la economía egipcia debilitándose, Ramsés VI recurrió a usurpar las estatuas y monumentos de sus antepasados, frecuentemente cubriéndolos con yeso para luego grabar sus cartuchos sobre los de ellos. Esto ocurrió especialmente con los de Ramsés IV, cuyas representaciones destacaban prominentemente a lo largo de las rutas procesionales de Karnak y Luxor. En otros ejemplos, usurpó una estatua de Ramsés IV, columnas de texto inscritas por este en un obelisco de Tutmosis I en Karnak, y la tumba de Ramsés V. El egiptólogo Kitchen advierte contra interpretar excesivamente estas usurpaciones como signos de antagonismo por parte de Ramsés VI hacia su hermano mayor y su sobrino. Las usurpaciones no fueron exhaustivas, sino más bien dirigidas a los lugares más visibles, donde los cartuchos de Ramsés VI serían fácilmente reconocibles. Además, Ramsés VI dejó intactos los cartuchos de Ramsés IV en muchos sitios, incluidos lugares donde ambos nombres aparecen cercanos entre sí, como en el templo de Ramsés III en Medinet Habu. Por ello, se puede descartar la hipótesis de una damnatio memoriae —la eliminación sistemática de todas las referencias a alguien con el fin de borrarlo de la memoria e historia—.
Una posible evidencia de obras arquitectónicas genuinas realizadas bajo Ramsés VI se encuentra en Menfis, donde una inscripción en el friso de granito de una puerta del templo de Ptah afirma que erigió un gran pilono de piedra fina. Ramsés VI luego se jacta de «cubrir toda la tierra con grandes monumentos bajo mi nombre [...] construidos en honor de mis padres, los dioses». En general, el egiptólogo Amin Amer caracteriza a Ramsés VI como «un rey que deseaba presentarse como un gran faraón en una época de inquietud y declive».

### Disolución del poder

#### Altos funcionarios
Algunos altos funcionarios de Ramsés VI son conocidos, como su ministro de finanzas y supervisor del tesoro Montuemtawy, quien ya estaba en el cargo desde el final del reinado de Ramsés III; el visir Neferronpe, en funciones desde la época de Ramsés IV; su hijo, el visir Nehy; Amenmose, alcalde de Tebas, y el copero real Qedren. En el sur, el comandante de las tropas de Kush era Nebmarenakhte, y el administrador de Wawat —la región entre la primera y segunda catarata del Nilo—, alcalde de Anîba y controlador del templo de Horus en Derr era Penne.

#### La dinastía de Ramessesnakht

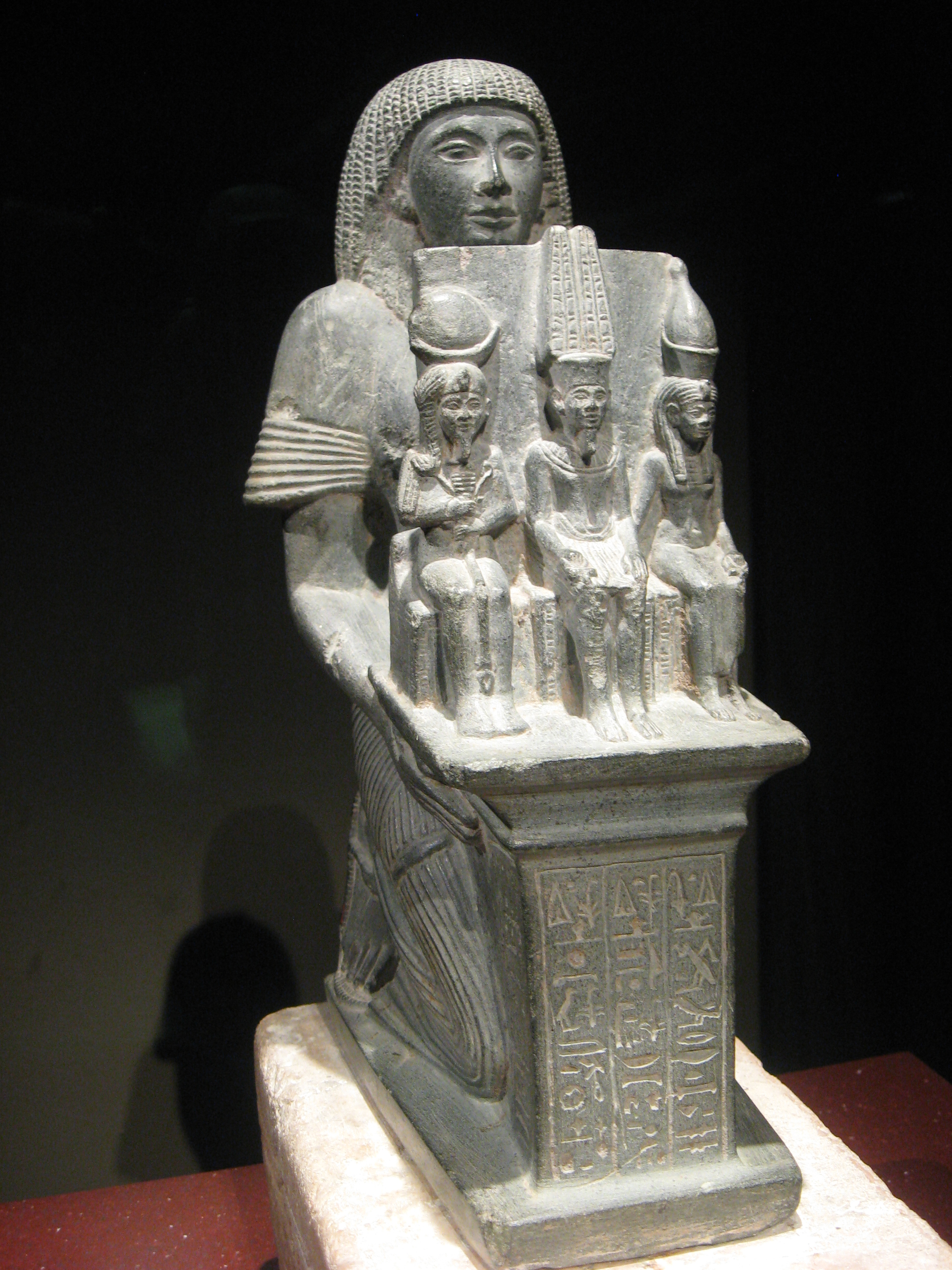
Estatua de Ramessesnakht, sumo sacerdote de Amón durante el reinado de Ramsés VI, portando la tríada tebana: Amón, entre su hijo Jonsu y su esposa Mut, mostrada en el Museo Egipcio.

En Tebas, el sumo sacerdocio quedó bajo el control de Ramessesnakht y su familia en la época de Ramsés IV, posiblemente debido al gran control que Merybaste, padre de Ramessesnakht, ejercía sobre las instituciones financieras del país. Oficialmente, Ramessesnakht era el visir del Sur de Ramsés VI, y su poder creció en detrimento del faraón, a pesar de que Iset también estaba vinculada al sacerdocio de Amón «en su rol como Esposa de Amón o Adoratriz Divina». De hecho, es muy probable que Ramessesnakht supervisara la construcción del edificio funerario de Iset en el complejo de la tumba K93.12. Como señala el egiptólogo Daniel Polz, «él y sus parientes fueron los individuos más poderosos de Egipto hacia el final de la Dinastía XX», aunque sus actividades no se dirigieron contra los intereses reales. Ramessesnakht asistía frecuentemente a la distribución de provisiones a los trabajadores y controlaba gran parte de las actividades relacionadas con la construcción de la tumba del rey, posiblemente porque el tesoro del sumo sacerdote de Amón financiaba al menos parcialmente estos trabajos. Su hijo, Usermarenakhte, se nombró mayordomo de Amón y se convirtió en administrador de vastas extensiones de tierra en el centro de Egipto. También heredó el papel de Merybaste como controlador de los impuestos del país, al asegurar que la familia de Ramessesnakht tuviera el control total tanto del tesoro real como del tesoro de Amón. Otros altos cargos, como los de segundo y tercer sacerdotes y el de «padre divino de Amón», fueron otorgados a personas que ingresaron en la familia de Ramessesnakht por matrimonio.
Ramessesnakht tenía suficiente poder como para construir para sí uno de los complejos funerarios más grandes de toda la necrópolis tebana al final del Imperio Nuevo, cuando los proyectos constructivos reales, incluido el templo mortuorio usurpado por Ramsés VI, habían sido abandonados. El monumento de Ramessesnakht, ubicado en Dra Abu el-Naga, reutilizó una estructura anterior que databa de la Dinastía XVII o XVIII y se remodeló para reflejar la posición política y económica de su propietario. En general, los egiptólogos ahora estiman que Ramessesnakht y su dinastía establecieron esencialmente un segundo centro de poder en el Alto Egipto, aparentemente en nombre de los reyes de la Dinastía XX, que gobernaban desde Menfis y Pi-Ramsés en el Bajo Egipto. Esto convirtió efectivamente a Tebas en la capital religiosa de Egipto, así como en un centro administrativo equiparable a su contraparte del norte, sentando las bases para el ascenso de la Dinastía XXI bajo Herihor y Pineyem I, entre 50 y 70 años después.

### Situación del Imperio egipcio en el extranjero

#### El declive final de Canaán

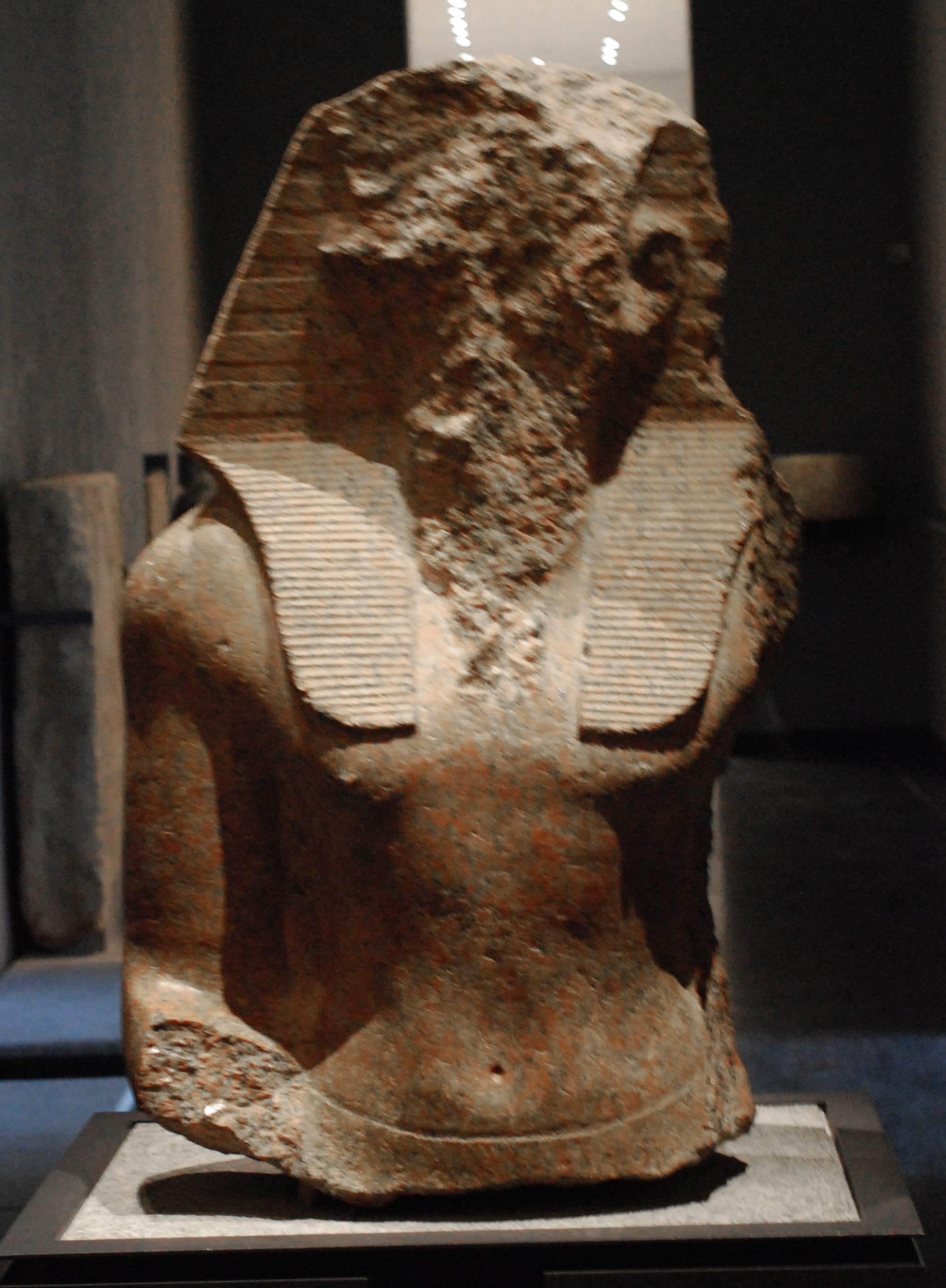
Este busto roto de Ramsés VI se expone en el Museo de Bellas Artes de Lyon.

La decadencia política y económica de Egipto no cesó durante el reinado de Ramsés VI. Es el último rey del periodo del Imperio Nuevo cuyo nombre aparece en fragmentos de paredes con inscripciones, así como en dos pilares del templo de Hathor de Serabit al-Khadim en el Sinaí, donde envió expediciones para extraer mineral de cobre.
No obstante, es posible que Egipto aún ejerciera algún tipo de influencia o al menos mantuviera conexiones con los restos de su imperio en el Levante, como sugiere la base de una estatua de bronce fragmentada de Ramsés VI descubierta en Megido, en Canaán, y un escarabeo suyo hallado en Alalakh, en la costa del sur de Anatolia.
La presencia egipcia en Canaán terminó durante o poco después del reinado de Ramsés VI, con las últimas guarniciones abandonando el sur y el oeste de Palestina en ese período. La frontera entre Egipto y el extranjero retrocedió a una línea fortificada que unía el Mediterráneo con el mar Rojo. Un estudio arqueológico de 2017 llegó a la misma conclusión: el reinado de Ramsés VI marca el terminus post quem para la presencia militar egipcia en Jaffa, que se destruyó dos veces en este período. Los oponentes a la autoridad egipcia eran de origen local, probablemente procedentes de ciudades cananeas de la llanura costera levantina, una oposición al dominio egipcio que finalmente resultó de la llegada de los Pueblos del Mar a la región durante el reinado de Ramsés III. La pérdida de todos los territorios asiáticos tensionó aún más la economía redistributiva de la sociedad del Imperio Nuevo, al privar a los reyes posteriores de gran parte de su legitimidad.

#### Presencia continua en Nubia
El control egipcio sobre Nubia parece haber sido mucho más firme en esa época, ya sea debido a la avanzada egiptización de la población local o a la importancia económica de la región. Los cartuchos de Ramsés VI han sido descubiertos en la isla de Sehel, cerca de Asuán, y en el templo de Ramsés II en Uadi es-Sebua. Además, Ramsés VI es mencionado en la tumba de Penne en Anîba, no lejos de la Tercera Catarata del Nilo. Penne también relata incursiones militares punitivas más al sur, de las cuales afirma haber traído botín para el faraón.

## Monumentos funerarios

### Tumba

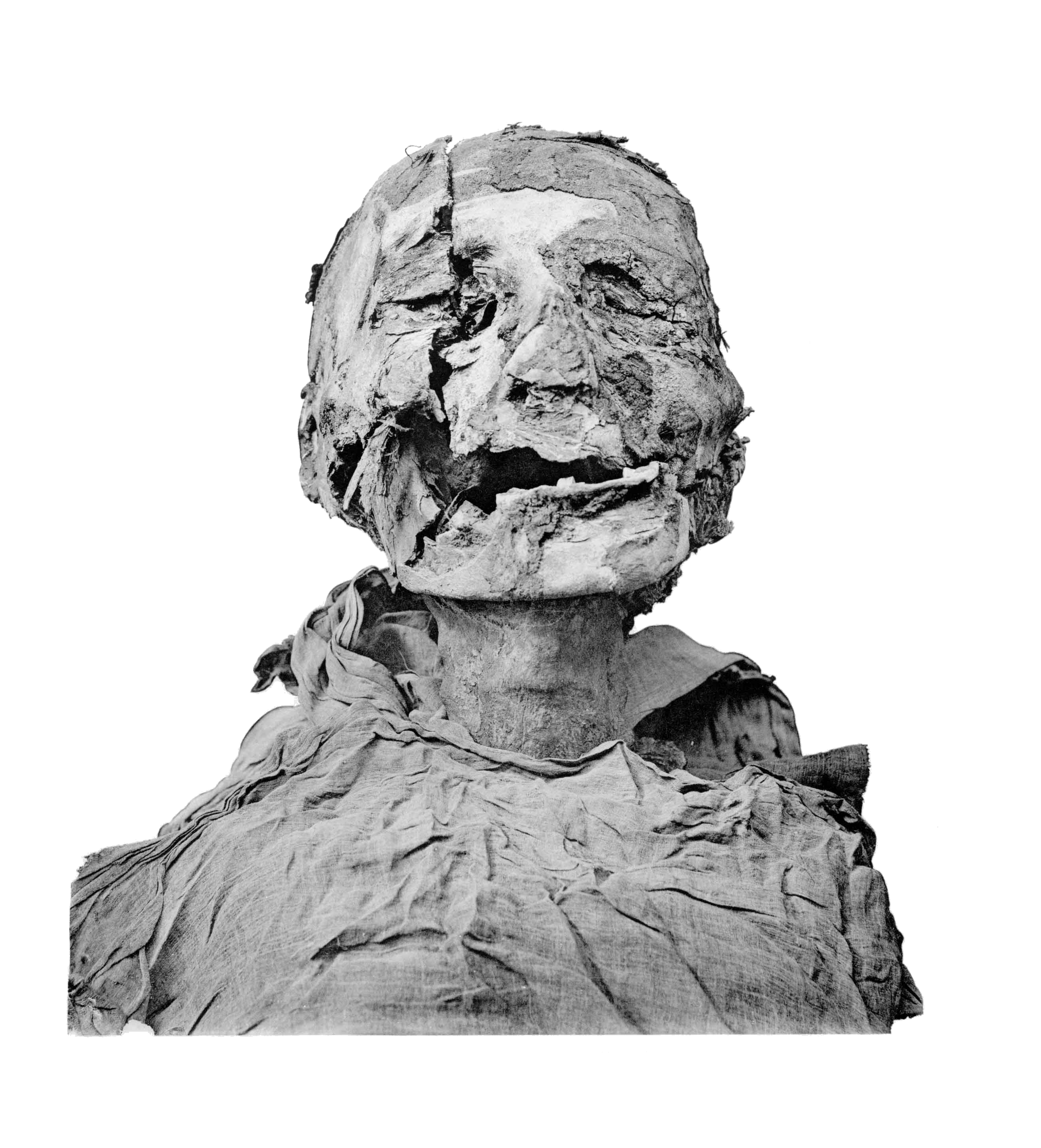
Ladrones de tumbas dañaron la momia de Ramsés VI.

Ramsés VI fue enterrado en el Valle de los Reyes, en una tumba conocida actualmente como KV9. Se construyó originalmente para Ramsés V, quien pudo haber sido sepultado en ella durante el breve período necesario para que se excavara otra, probablemente sin decorar, en algún otro lugar del Valle de los Reyes. Esta segunda tumba aún no ha sido descubierta. En cualquier caso, Ramsés VI ordenó que KV9 fuera completamente renovada para él, sin dejar espacio para el entierro permanente de Ramsés V, quien finalmente fue sepultado en el segundo año de reinado de Ramsés VI, posiblemente porque en ese momento había regresado la estabilidad a Tebas. La usurpación de la tumba de Ramsés V podría ser una señal de que Ramsés VI no tenía una alta consideración por su predecesor, lo que explicaría por qué eliminó y reemplazó el nombre de Ramsés V con el suyo propio en más de una ocasión. Alternativamente, esta acción podría reflejar una preocupación pragmática del rey por medidas económicas.

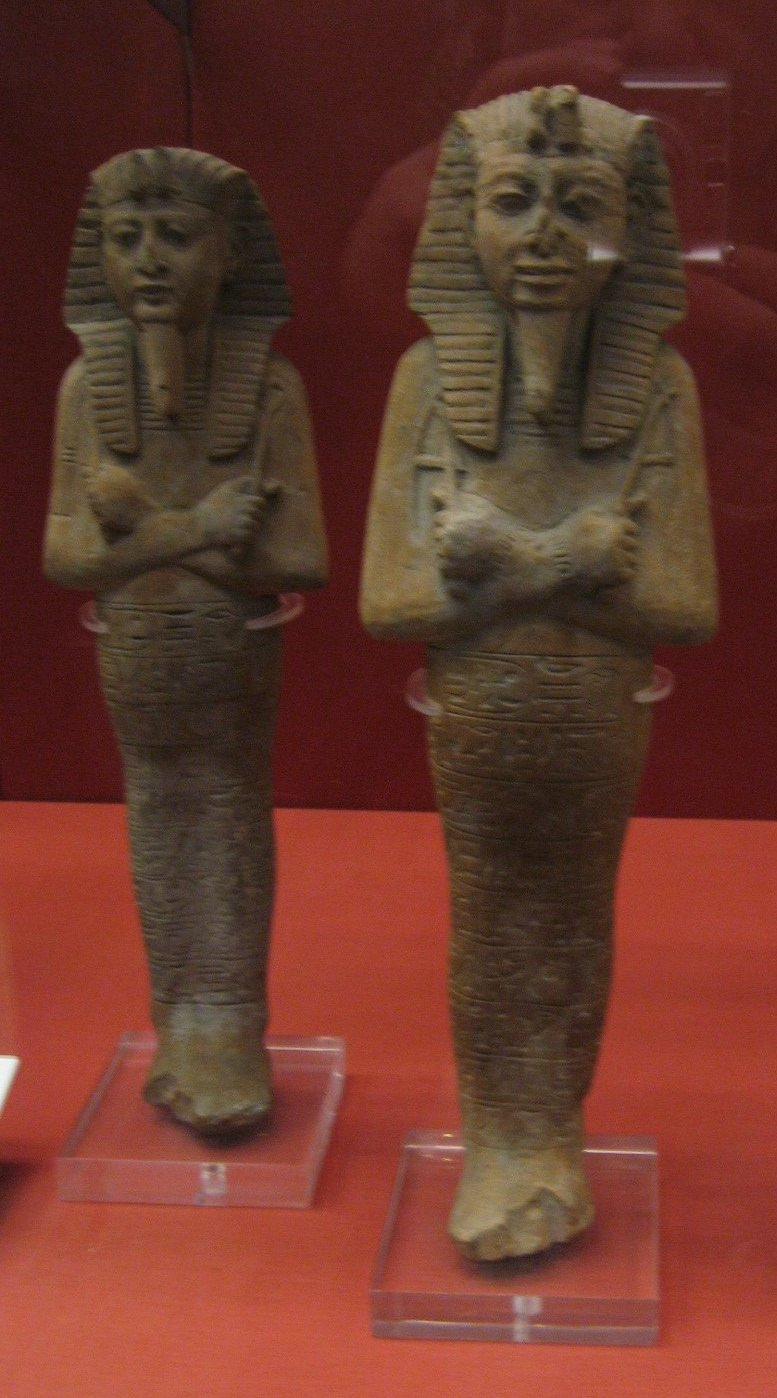
Ushebti de Ramsés VI en el Museo Británico.

Las obras renovadas en KV9 son responsables de la preservación de la tumba de Tutankamón, cuya entrada quedó enterrada bajo las chozas construidas para los artesanos que trabajaban en la de Ramsés VI. Estas obras parecen haber concluido durante el sexto año del reinado de Ramsés VI, momento en el cual Ramessesnakht recibió 600 debens de herramientas de cobre desafiladas en el gran patio de Amón en Karnak, probablemente señalando el final de los trabajos de construcción. Además, si el ostraco tebano 1860a se refiere a Ramsés VI y no a Ramsés X, entonces indica que estuvo lista para el rey en su octavo año de reinado, cuando posiblemente ya estaba enfermo y cercano a la muerte. Una vez terminada, medía 104 metros de longitud y contenía una de las únicas tres versiones completas del Libro de las Puertas conocidas en un contexto funerario real, así como una versión completa del Libro de las Cavernas.
En un plazo de veinte años después del entierro de Ramsés VI, la tumba fue casi con certeza profanada y saqueada por ladrones, quienes cortaron las manos y los pies de la momia del faraón para acceder a sus joyas. Estos eventos, ocurridos durante el reinado de Ramsés XI, están descritos en el Papiro Mayer B, aunque la identificación de la tumba mencionada en esta fuente no es completamente segura. Posteriormente, la momia de Ramsés VI se trasladó a la tumba KV35 de Amenofis II durante el reinado de Pinedyem de la Dinastía XXI, donde fue descubierta en 1898 por Victor Loret. Un examen médico de la momia reveló que Ramsés VI murió alrededor de los cuarenta años y mostró graves daños en su cuerpo: la cabeza y el torso fueron destrozados en varios pedazos por un hacha utilizada por los saqueadores. También se encontró una mano femenina aislada dentro de los vendajes de la momia.
En 1898, Georges Émile Jules Daressy despejó KV9, que había permanecido abierta desde la antigüedad, y descubrió fragmentos de una gran caja de granito, así como numerosas piezas del sarcófago momiforme de piedra de Ramsés VI, cuya cara se encuentra en el Museo Británico. El sarcófago se restauró en 2004 tras dos años de trabajo sobre más de 250 fragmentos recuperados en la tumba, donde ahora se expone. Zahi Hawass, entonces jefe del Consejo Supremo de Antigüedades de Egipto, solicitó sin éxito la devolución del rostro del sarcófago del Museo Británico a Egipto. En 2020, la Autoridad de Turismo de Egipto publicó un modelo completo en 3D de la tumba con fotografías detalladas, disponible en línea. En abril de 2021, su momia se trasladó del Museo de Antigüedades Egipcias al Museo Nacional de la Civilización Egipcia junto con las de otros diecisiete reyes y cuatro reinas en un acto denominado Desfile dorado de los faraones.

### Templo funerario
Ramsés VI parece haber usurpado el gran templo funerario en El-Assasif a Ramsés V, quien a su vez probablemente lo había tomado de su padre, Ramsés IV. Este templo estaba planeado para tener casi la mitad del tamaño del de Medinet Habu y solo se encontraba en sus etapas de cimentación al momento de la muerte de Ramsés IV. No está claro si alguna vez fue terminado, pero el templo es mencionado como una institución propietaria de tierras en el Papiro Wilbour, fechado en el reinado de Ramsés V. Las excavaciones arqueológicas muestran que gran parte de la decoración que ha sobrevivido se realizó bajo el mandato de Ramsés VI.

## Titulatura
| Titulatura | Jeroglífico | Transliteración (transcripción) - traducción - (referencias) |

| G5 |

| G5 |

| E2 · D40 | O29 · D36 | Y1 · n · M3 | Aa1 · t | D43 · Z2s | S29 · S34 · N17 · N17 |

| E2 · D40 | O29 · D36 | Y1 · n · M3 | Aa1 · t | D43 · Z2s | S29 · S34 · N17 · N17 |

| E2 · D40 | O29 · D36 | Y1 · n · M3 | Aa1 · t | D43 · Z2s | S29 · S34 · N17 · N17 |

| E2 · D40 | O29 · D36 | Y1 · n · M3 | Aa1 · t | D43 · Z2s | S29 · S34 · N17 · N17 |

| G5 |

| G5 |

| E2 · D40 | O29 · D36 | Y1 · n · M3 | Aa1 · t | D43 · Z2s | S29 · S34 · N17 · N17 |

| E2 · D40 | O29 · D36 | Y1 · n · M3 | Aa1 · t | D43 · Z2s | S29 · S34 · N17 · N17 |

| E2 · D40 | O29 · D36 | Y1 · n · M3 | Aa1 · t | D43 · Z2s | S29 · S34 · N17 · N17 |

| E2 · D40 | O29 · D36 | Y1 · n · M3 | Aa1 · t | D43 · Z2s | S29 · S34 · N17 · N17 |

| G16 |

| G16 |

| wsr | s | T16 · O4 | D46 · Y1 | D43 | I8 | Z3 |

| wsr | s | T16 · O4 | D46 · Y1 | D43 | I8 | Z3 |

| G16 |

| G16 |

| wsr | s | T16 · O4 | D46 · Y1 | D43 | I8 | Z3 |

| wsr | s | T16 · O4 | D46 · Y1 | D43 | I8 | Z3 |

| G8 |

| G8 |

| wsr | s | M4 · M4 · M4 | W19 | N17 · V13 | M22 | M22 | n · n |

| wsr | s | M4 · M4 · M4 | W19 | N17 · V13 | M22 | M22 | n · n |

| G8 |

| G8 |

| wsr | s | M4 · M4 · M4 | W19 | N17 · V13 | M22 | M22 | n · n |

| wsr | s | M4 · M4 · M4 | W19 | N17 · V13 | M22 | M22 | n · n |

| N5 | nb | C10 | i | mn · n · N36 |

| N5 | nb | C10 | i | mn · n · N36 |

| N5 | nb | C10 | i | mn · n · N36 |

| N5 | nb | C10 | i | mn · n · N36 |

| N5 | nb | C10 | i | mn · n · N36 |

| N5 | nb | C10 | i | mn · n · N36 |

| N5 | nb | C10 | i | mn · n · N36 |

| N5 | nb | C10 | i | mn · n · N36 |

| N5 | nb | C10 | i | mn · n · N36 |

| N5 | nb | C10 | i | mn · n · N36 |

| N5 | nb | C10 | i | mn · n · N36 |

| N5 | nb | C10 | i | mn · n · N36 |

| N5 | nb | C10 | i | mn · n · N36 |

| N5 | nb | C10 | i | mn · n · N36 |

| N5 | nb | C10 | i | mn · n · N36 |

| N5 | nb | C10 | i | mn · n · N36 |

| C2 | F31 · O34 · O34 | C12 | R8 | S38 | O28 |

| C2 | F31 · O34 · O34 | C12 | R8 | S38 | O28 |

| C2 | F31 · O34 · O34 | C12 | R8 | S38 | O28 |

| C2 | F31 · O34 · O34 | C12 | R8 | S38 | O28 |

| C2 | F31 · O34 · O34 | C12 | R8 | S38 | O28 |

| C2 | F31 · O34 · O34 | C12 | R8 | S38 | O28 |

| C2 | F31 · O34 · O34 | C12 | R8 | S38 | O28 |

| C2 | F31 · O34 · O34 | C12 | R8 | S38 | O28 |

| C2 | F31 · O34 · O34 | C12 | R8 | S38 | O28 |

| C2 | F31 · O34 · O34 | C12 | R8 | S38 | O28 |

| C2 | F31 · O34 · O34 | C12 | R8 | S38 | O28 |

| C2 | F31 · O34 · O34 | C12 | R8 | S38 | O28 |

| C2 | F31 · O34 · O34 | C12 | R8 | S38 | O28 |

| C2 | F31 · O34 · O34 | C12 | R8 | S38 | O28 |

| C2 | F31 · O34 · O34 | C12 | R8 | S38 | O28 |

| C2 | F31 · O34 · O34 | C12 | R8 | S38 | O28 |